# مجلس الدولة الفنلندي
مجلس الوزراء الفنلندي (بالفنلندية: Suomen valtioneuvosto؛ بالسويدية: statsrådet) مجلس الوزراء في فنلندا ويوجه حكومة فنلندا.
يتولي زمام السلطة التنفيذية في البلاد وفقاً للدستور. تضم جلساته رئيس الوزراء الفنلندي و الوزراء الحكومة متناولاً الشؤون الإدارية لكتلة صنع القرار. تناط به تنفيذ قرارات البرلمان ورئيس الجمهورية و يعتمد المراسيم. الحكومة لديها الحق في تقديم لوائح القوانين وفق القانون.